# 昭明宫
昭明宫，又称显明宫，是孙吴的宫殿，位于建业城太初宫之东。目前尚无考古发现。

## 名称
本名“昭明宫”，《三国志》为避司马昭之讳，将“昭明宫”称为“显明宫”，又为《资治通鉴》等书沿袭。

## 历史
宝鼎二年（267年），孙皓下令修建昭明宫。十二月修成，孙皓移居于此。
西晋平吴后，建邺并未遭到严重破坏，旧时宫殿予以保留。咸和二年（327年）因苏峻之乱，建康城内的宫殿都被焚毁。

## 规模
周长五百丈，正殿为赤乌殿。宫内有皇家园林，据考证即为东晋时的华林园。